# Burg Osterspai
Die Burg Osterspai ist eine mittelalterliche ehemalige Wasserburg in der Gemeinde Osterspai im Rhein-Lahn-Kreis in Rheinland-Pfalz. Osterspai war jahrhundertelang ein lediglich dem Kaiser unterstehendes reichsunmittelbares Territorium unter der Führung eines Reichsritters. Im Jahre 1806 übernahm Nassau dieses Gebiet im Zuge der Gründung des Rheinbundes.
Seit 2002 ist die Burg Osterspai Teil des UNESCO-Welterbes Oberes Mittelrheintal.

## Die Anlage
Von der unmittelbar am Rheinufer gelegenen und ursprünglich von einem Wassergraben umgebenen Burg ist nur noch der massive Wohnturm und die Kapelle erhalten. Anfang 1900 wurde der Turm um einen Fachwerkanbau erweitert.

## Burg Osterspai

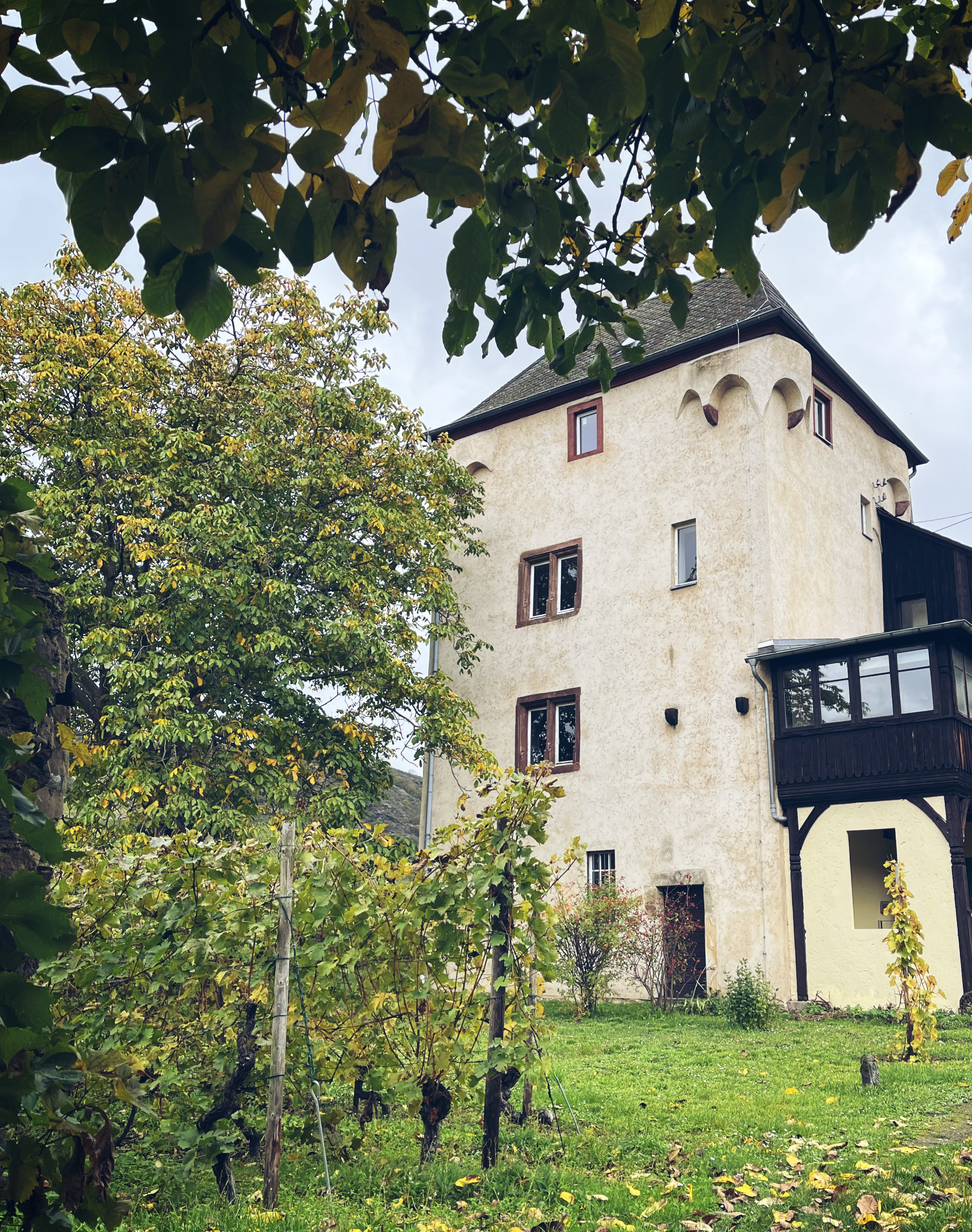
Burg Osterspai

Die Burg Osterspai wurde im Jahre 1302 erbaut. Es liegt nahe, in Heinrich I. Graf von Sponheim zu Tannenfels den Erbauer zu sehen. Die Burg wurde um 1400 erstmals urkundlich erwähnt. Im Jahr 1434 erhielt Philipp von Liebenstein von den Ganerben zu Liebenstein die Zusage zur alleinigen Nutzung von Dorf und Burg Osterspai. Von dem Mitte des 14. Jahrhunderts erbauten Wohnturm („Alte Burg“) sind die Ecktürme noch in Resten zu erkennen. Um 1500 erwarben die Liebensteiner Teile des westlich der damaligen Burg gelegenen ehemaligen Eberbacher Weinhofs, zu dem auch die heute innerhalb des Burgberings gelegene Kapelle gehörte.
Im Jahre 1636 übernahmen die Freiherren von Waldenburg, gen. Schenker, und im Jahre 1792 die Reichsfreiherren von Preuschen von und zu Liebenstein die Ortsherrschaft in Osterspai. 1673 war die Burg mit ihren Gebäuden noch erhalten. Davon übrig geblieben ist allerdings nur der massive Wohnturm mit dem Anfang 1900 angebauten Fachwerkbau. Die Burg ist noch immer der Familiensitz der Freiherren und Freifrauen von Preuschen. Das große Burgareal wird als Weingarten genutzt.

## Die Kapelle St. Jakobus
Die Kapelle ist der einzige sichtbare Überrest des ehemaligen Eberbacher Klosterhofs in Osterspai und wird erstmals 1267 urkundlich erwähnt. Ihr ursprüngliches Patrozinium ist unbekannt. Sie wird häufig mit der Spayer Peterskapelle verwechselt, die fast schräg gegenüber am anderen Rheinufer liegt und 1237 dem Kloster Eberbach geschenkt wurde – eine Verwechslung, die wohl auf Strambergs Rheinischen Antiquarius zurückgeht. Heute wird sie Jakobuskapelle genannt. Es handelt sich dabei um einen doppelgeschossigen, rechteckigen Saalbau, im Obergeschoss Reste von Wandmalereien aus dem 13. Jahrhundert, die auf das künstlerische Umfeld des Limburger Doms verweisen.
Die Kapelle kann nach Anmeldung besichtigt werden.

## Burggarten Osterspai e. V.
Der Verein Burggarten Osterspai e. V. wurde am 30. März 2011 gegründet. Wenige Tage später erfolgte der Eintrag in das Vereinsregister sowie die Anerkennung der Gemeinnützigkeit. Seit 1. Mai 2011 ist der Verein Mieter des Burggartens, das heißt des Kelterhauses und der dazugehörigen Freiflächen der Burg Osterspai, Hauptstraße 36. Satzungsgemäßes Vereinsziel ist es, zum Erhalt der Alten Burg beizutragen und die Kultur zu fördern. Alle Einnahmen, die erzielt werden, fließen in die Alte Burg bzw. in die Durchführung von Konzerten und sonstigen kulturellen Veranstaltungen. Der Verein führt zum einen selbst Veranstaltungen durch, zum anderen vermietet der Verein aber auch das Areal zur Durchführung privater wie öffentlicher Veranstaltungen. 